# Sucre (Mérida)
Sucre é um município da Venezuela localizado no estado de Mérida. A capital do município é a cidade de Lagunillas.